# Gran Lago del Oso

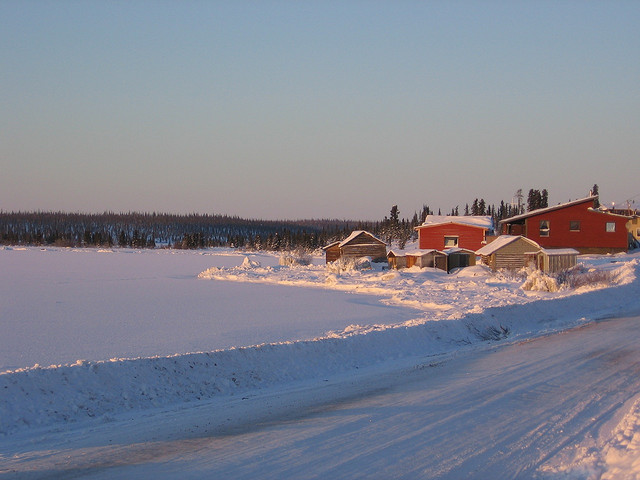
Vista del lago

El Gran Lago del Oso (en inglés: Great Bear Lake; en francés: Grand lac de l'Ours; en slave, Sahtú) es un gran lago localizado en el noroeste de Canadá, que con una superficie es de 31 153 km², es el séptimo mayor lago del mundo, el cuarto más grande de América del Norte y el más grande enteramente en Canadá (son más grandes el lago Superior y el Lago Hurón pero están a ambos lados de la frontera entre Canadá y los Estados Unidos). El lago se encuentra en los Territorios del Noroeste —es también el mayor de los lagos del territorio—y está situado a una altitud de 186 m sobre el nivel del mar, a caballo sobre el círculo polar ártico (entre los 65° y los 67° N y entre los 118° y 123° O). Tiene un volumen total de agua de 2236 km³ y su profundidad máxima es de 446 m.
El nombre tiene su origen en la palabra satudene del chipewyan, que significa «oso pardo-pueblo del agua». Los Sahtu, un pueblo Dene, deben su nombre al lago. La montaña del oso pardo, o Sahoyue, en la orilla del lago también procede de Chipewyan, que significa «colina de grandes osos».

## Geografía

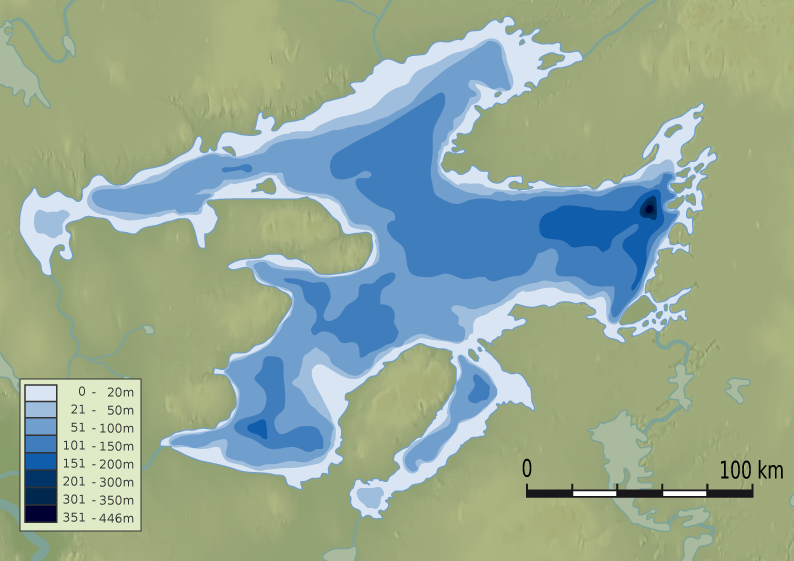
Mapa batimétrico del Gran Lago del Oso.

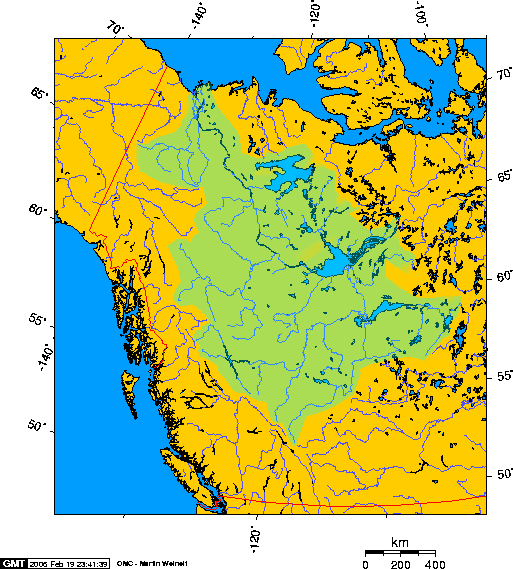
Río Mackenzie cuenca de drenaje que muestra la posición del Gran Lago del Oso en el Ártico occidental canadiense.

El lago tiene una superficie de 31 153 km² (12 028,2 mi²) y un volumen de 2236 km³. Su profundidad máxima es de 446 m (487,8 yd) y la profundidad media de 71,7 m (78,4 yd). La línea de costa es de 2719 km (1689,5 mi) y la zona de captación del lago es de 114 717 km² (44 292,3 mi²). El Gran Lago del Oso está cubierto de hielo desde finales de noviembre hasta julio.
El Gran Lago del Oso está ubicado en medio de un enorme desierto, con los brazos sur y oeste llegando a la tundra, mientras que las aguas en el lado este golpean el margen rocoso del Escudo Canadiense. Las costas sur y oeste están cubiertas de bosques, en su mayoría cubiertas de abetos raquíticos. El lago está cubierto de hielo durante ocho meses, generalmente hasta julio.
Las rocas precámbricas del Escudo forman el margen oriental del Brazo McTavish. Esta región del lago ofrece un magnífico paisaje entre las numerosas islas y las largas hendiduras en forma de fiordo del litoral. Las complejas rocas del Precámbrico están formadas por depósitos sedimentarios y metamórficos, complementados por intrusiones ígneas que forman diques y sills. Entre el Escudo y la región de las Llanuras Interiores, que forma la mayor parte de la costa occidental, hay una estrecha franja de rocas ordovícicas compuestas por caliza y dolomita con inclusiones de arenisca y conglomerado. La llanura del Gran Oso se compone en gran parte de till glacial subyacente con estratos mesozoicos de caliza no dividida. El terreno en esta región es suavemente ondulado, generalmente por debajo de los 300 m de altitud, con colinas ocasionales como la Montaña del Oso Grizzley o las Colinas de la Hierba Perfumada que alcanzan una altitud de 450 m.
En el momento más reciente de la glaciación, la mayor parte del territorio al este del río Mackenzie estaba cubierto por la capa de hielo de las Laurentidas, pero se sabe que existía una región no glaciada al oeste del Gran Lago del Oso, a lo largo del frente que divide las capas de hielo de las Laurentidas de las Cordilleranas. Hace unos 10 000 años antes de Cristo, el margen de hielo coincidió aproximadamente con el límite del Escudo. La capa de hielo cruzó la pendiente básica hacia el norte de la tierra bloqueando el drenaje, dando así lugar al gran lago proglacial, el Lago Glacial McConnell, que cubre el área que ahora ocupan los lagos Great Bear y Great Slave y la tierra entre ellos. Este inmenso lago se drenaba hacia el sureste; sus líneas de costa, todavía visibles a 145 m por encima del nivel actual del Gran Lago del Oso, atestiguan su tamaño original. Con la retirada de los hielos, la tierra rebotó de forma desigual, lo que provocó una notable inclinación de las líneas de costa y la formación de una salida en el extremo occidental de lo que hoy es el brazo Smith. A medida que la superficie de la tierra siguió cambiando, la salida cambió de esta región a su ubicación actual en el extremo occidental del Brazo Keith. Las pruebas arqueológicas sugieren que esta salida se estableció hacia el año 4000 a. C., a unos 12 m por encima del nivel actual del lago. Otras pruebas arqueológicas indican que el nivel actual del lago se había establecido alrededor de 2600 años a. C..
En la actualidad, el Gran Lago del Oso ocupa una posición cercana al límite norte de los árboles. Al sur y al oeste hay bosques, en gran parte de abeto blanco y negro, intercalados con muskeg en las regiones más bajas y mal drenadas. Hacia el norte, el bosque disminuye y da paso a la tundra, con árboles sólo en las zonas más protegidas.
El lago es conocido por su considerable claridad. El explorador John Franklin escribió en 1828 que un trapo blanco colocado en el agua no desaparecía hasta que sobrepasaba una profundidad de 27 m.

### Brazos
Los brazos del Gran Lago del Oso incluyen el brazo Smith (noroeste), el brazo Dease (noreste), el brazo McTavish (sureste), el brazo McVicar (sur) y el brazo Keith (suroeste). La comunidad de Délı̨nę está situada en el brazo Keith, cerca de la desembocadura del río Great Bear que desemboca al oeste en el río Mackenzie en Tulita.

### Tributarios
Entre los ríos que desembocan en el Gran Lago del Oso se encuentran el río Whitefish, río Big Spruce, río Haldane, río Bloody, río Sloan, río Dease y el río Johnny Hoe.

## Uso por el hombre
La comunidad de Délı̨nę está en el lago, cerca de la cabecera del río Bear. Hay una cruce de hielo desde Délı̨nę hasta la carretera de invierno en el lado más lejano del río Great Bear.
El 5 de marzo de 2016, un camión cisterna cayó en parte de la carretera de hielo apenas unos días después de que el gobierno hubiera aumentado el límite de peso máximo permitido a 40 000 kg (88 185 lb) en la carretera. El camión, que se encontraba 3 km (1,9 mi) a las afueras de Délı̨nę y cerca de la toma de agua dulce de la comunidad, así como de una importante zona de pesca, contenía aproximadamente 30 000 L (7925,2 galAm) de combustible para calefacción y era uno de los 70 camiones destinados a reabastecer a la comunidad. El combustible fue retirado del camión a las 2 de la madrugada del 8 de marzo.
Tres alojamientos alrededor del lago son destinos para la pesca y la caza. En 1995, una 32,8 kg (72,3 lb) trucha de lago fue capturada, la más grande jamás capturada en cualquier lugar por la pesca con caña.

### Minería
En 1930, Gilbert LaBine descubrió depósitos de uranio en la región del Gran Lago del Oso. La antigua zona minera Port Radium, lugar de la Mina Eldorado, donde se descubrió petchblenda, estaba situada en la orilla oriental. Echo Bay Mines Limited arrendó el antiguo campamento y el molino de Port Radium para recuperar valores de plata y cobre desde 1965 hasta 1981.

## Significado cultural

### La Profecía
El Gran Lago del Oso es primordial en la identidad, las leyes y la cultura del pueblo Délı̨nę. De ahí que conservarlo sea fundamental para el pueblo Délı̨nę. ɂehtsǝ́o Erǝ́ya, un Dene Anciano, es ampliamente considerado como un profeta, haciendo más de 30 profecías que han sido interpretadas como si se hubieran hecho realidad. Su predicción para el fin de los tiempos afirma que, a medida que el mundo se seca, la poca vida que queda acudirá en masa y terminará en las orillas del Gran Lago del Oso, un lago visto como un corazón físico que late para la humanidad. El pueblo Délı̨nę ha seguido de cerca estas profecías, siendo las consideraciones culturales un motor para el autogobierno y la sostenibilidad medioambiental..

## Medio ambiente
El legado tóxico de las operaciones mineras históricas en el Gran Lago del Oso sigue siendo un problema medioambiental. Aunque los residuos ricos en uranio vertidos originalmente en el lecho del lago se retiraron en su mayor parte como parte de las operaciones mineras de la década de 1950, los materiales radiactivos y los metales pesados persisten tanto en el lago como en los estanques superficiales de la orilla oriental. Investigaciones recientes han demostrado que los metales pesados se acumulan en los peces que se encuentran cerca de Port Radium en concentraciones más altas que en otras partes del lago. Las fuentes naturales de mercurio han contaminado el pescado del río Johnny Hoe a niveles lo suficientemente altos como para ser un problema de salud y, como resultado, la antigua e importante pesca doméstica en el lugar ha sido abandonada en gran medida.